# Artaxa distracta
Artaxa distracta är en fjärilsart som beskrevs av Walker 1865. Artaxa distracta ingår i släktet Artaxa och familjen tofsspinnare. Inga underarter finns listade i Catalogue of Life.